# Un tueur sous influence
Pour plus de détails, voir Fiche technique et Distribution.
Un tueur sous influence (Craze) est un film d'épouvante britannique réalisé par Freddie Francis et sorti en 1974.
Le film est inspiré du roman The Infernal Idol de Henry Seymour, paru en 1967.

## Synopsis
Dans une ville tranquille de province en Angleterre, au début des années 1970, un antiquaire réputé, Neil Mottram, cache un terrible secret. Il voue un culte à une divinité africaine sanguinaire, Chuko, dont il conserve l'idole monstrueuse dans le sous-sol de sa boutique. Pour obtenir du démon faveurs et biens, Mottram consent à des sacrifices humains impitoyables sur des jeunes filles innocentes. Finalement découvert par la police et assiégé dans son atelier, il tente en vain de résister, avec l'aide de Chuko, avant d'être éliminé.

## Fiche technique
- Titre français : Un tueur sous influence[1]
- Titre original anglais : Craze ou Mystic Killer ou The Infernal Idol ou The Demon Master[2]
- Réalisateur : Freddie Francis
- Scénario : Herman Cohen, Aben Kandel, d'après The Infernal Idol (roman de Henry Seymour, 1967)
- Photographie : John Wilcox
- Montage : Henry Richardson
- Musique : John Scott
- Production : Herman Cohen
- Sociétés de production : Harbour Productions
- Pays de production :  Royaume-Uni
- Langues originales : anglais
- Format : Couleur par Technicolor - 1,85:1 - Son mono - 35 mm
- Durée : 96 minutes
- Genre : film d'épouvante
- Dates de sortie :
  - Royaume-Uni : 16 mai 1974
  - France : septembre 1976

## Distribution
- Jack Palance : Neal Mottram
- Diana Dors : Dolly Newman
- Julie Ege : Helena
- Edith Evans : tante Louise
- Hugh Griffith : l'avocat
- Trevor Howard : Bellamy
- Suzy Kendall : Sally
- Michael Jayston : Wall
- Martin Potter : Ronny
- Percy Herbert : l'inspecteur Russet
- David Warbeck : l'inspecteur Wilson
- Kathleen Byron : Muriel Sharp

## Production
Le film est adapté du roman The Infernal Idol de Henry Seymour paru en 1967. En 1972, Herman Cohen en acquiert les droits pour produire un scénario.